# Varaire
Varaire (en francès Varaire) és un municipi francès situat al departament de l'Òlt i a la regió d'Occitània. Limita al nord amb Sent Circ de la Pòpia i Cregòls, al nord-est amb Luganhac i Fijac, a l'est amb Limonha de Carcin i Vilafranca de Roergue, al sud-est amb Bèlregard, al sud amb Salhac i Cailutz, al sud-oest amb L'Albenca, a l'oest amb Bach, Escamps i Vailats, i al nord-oest amb Concòts i Caors.

## Demografia
| 1962                                       | 1968 | 1975 | 1982 | 1990 | 1999 | 2006 |
| ------------------------------------------ | ---- | ---- | ---- | ---- | ---- | ---- |
| 257                                        | 282  | 236  | 258  | 278  | 268  | 296  |
| Des de 1962: població sense dobles comptes |      |      |      |      |      |      |

## Administració
| Període   | Identitat     | Partit |
| --------- | ------------- | ------ |
| 1977-1989 | Jean Aymard   |        |
| 1989-2001 | André Courpet |        |
| 2001-     | Marcel Aymard |        |